# Lago di Melo
Il lago di Melo (in corso: lavu di Melu) è un lago di origine glaciale situato nella Valle della Restonica nella Corsica settentrionale. Il lago si trova a circa dieci chilometri di distanza dalla città di Corte ed è punto di partenza per le escursioni al vicino Lago di Capitello. A causa dell'elevata altitudine a cui si trova il lago è ghiacciato per circa sei mesi l'anno.